# Resolução 271 do Conselho de Segurança das Nações Unidas
A Resolução 271 do Conselho de Segurança das Nações Unidas aprovada em 15 de setembro de 1969, em resposta a um ataque incendiário contra a Mesquita de Al-Aqsa, em Jerusalém, por Denis Michael Rohan, o Conselho lamentou o dano extensivo causado pelo incêndio criminoso. O Conselho determinou que o ato execrável só destacou a necessidade de Israel de respeitar as resoluções anteriores das Nações Unidas e condenou Israel por não fazê-lo.
A resolução foi aprovada por 11 votos; Colômbia, Finlândia, Paraguai e os Estados Unidos se abstiveram.